# Liste der orbitalen Raketenstarts (2014)

## Startliste
Januar – Februar – März – April – Mai – Juni – Juli – August – September – Oktober – November – Dezember
| Datum (UTC)          | Raketentyp         | Startplatz      | Nutzlast | Art / Zweck | COSPAR-ID |
| Januar 2014          | Januar 2014        | Januar 2014     | Januar 2014 | Januar 2014 | Januar 2014 |
| -------------------- | ------------------ | --------------- | --- | --- | --- |
| 5. Jan. 2014 10:48   | GSLV Mk II         | SHAR 2          | GSAT-14 | Kommunikation | 01A |
| 6. Jan. 2014 22:06   | Falcon 9           | CCAFS 40        | Thaicom 6 | Fernsehsatellit | 02A |
| 9. Jan. 2014 18:07   | Antares            | MARS 0A         | Cygnus CRS-1 28× Flock-1 LituanicaSat-1 LitSat-1 UAPSat 1 ArduSat 2 SkyCube | ISS-Versorgung Erdbeobachtung ◻ Amateurfunk ◻ TE ◻ Hochschulprojekt ◻ TE, Ausbildung ◻ TE/Kommunikation ◻ | 03A 1998-067DJ … 1998-067EN 1998-067EM 1998-067EQ 1998-067EP 1998-067EL                                                              |
| 24. Jan. 2014 02:33  | Atlas V 401        | CCAFS 41        | TDRS-L | Bahnverfolgung/Relais | 04A |
| Februar 2014         |                    |                 | | | |
| 5. Feb. 2014 16:23   | Sojus-U            | Baikonur 1/5    | Progress M-22M Chasqui 1 | ISS-Versorgung Hochschulprojekt ◻ | 05A 1998-067ET |
| 6. Feb. 2014 21:30   | Ariane 5 ECA       | CSG A-3         | ABS-2 Athena-Fidus | Kommunikation | 06A 06B |
| 14. Feb. 2014 21:09  | Proton/Bris        | Baikonur 81/24  | Türksat 4A | Kommunikation | 07A |
| 21. Feb. 2014 01:59  | Delta IV           | CCAFS 37B       | GPS 2F-5 | Navigation | 08A |
| 27. Feb. 2014 18:37  | H-IIA 202          | TNSC Y1         | GPM-Core Invader (Artsat 1) 6 weitere | Erdbeobachtung Amateurfunk/Kunst ◻ Hochschulprojekte | 09C 09F 09A, 09B, 09D, 09E … |
| März 2014            |                    |                 | | | |
| 15. März 2014 23:08  | Proton/Bris        | Baikonur 81/24  | Express AT1 Express AT2 | Kommunikation | 10A 10B |
| 22. März 2014 22:04  | Ariane 5 ECA       | CSG A-3         | Astra 5B Amazonas 4A | Kommunikation | 11B 11A |
| 23. März 2014 22:54  | Sojus-2/Fregat     | Plessezk 43/4   | Glonass-M 754 | Navigation | 12A |
| 25. März 2014 21:17  | Sojus-FG           | Baikonur 1/5    | Sojus TMA-12M | bemannte ISS-Mission | 13A |
| 31. März 2014 02:46  | CZ-2C              | Jiuquan S-2     | Shijian-11-06 | TE/Aufklärung? | 14A |
| April 2014           |                    |                 | | | |
| 3. April 2014 14:46  | Atlas V 401        | VAFB 3E         | DMSP F19 | Wettersatellit | 15A |
| 3. April 2014 21:02  | Sojus-ST/Fregat    | CSG S           | Sentinel-1A | Erdbeobachtung | 16A |
| 4. April 2014 11:44  | PSLV-XL            | SHAR 1          | IRNSS 1B | Navigation | 17A |
| 9. April 2014 15:26  | Sojus-U            | Baikonur 1/5    | Progress M-23M | ISS-Versorgung | 18A |
| 9. April 2014 18:59  | Shavit 2           | Palmachim       | Ofeq 10 | Radar-Aufklärung | 19A |
| 10. April 2014 17:45 | Atlas V 541        | CCAFS 41        | USA 250 (NROL-67) | Aufklärung | 20A |
| 16. April 2014 16:20 | Sojus-U            | Baikonur 31/6   | EgyptSat 2 | Erdbeobachtung | 21A |
| 18. April 2014 19:25 | Falcon 9           | CCAFS 40        | Dragon CRS-3 SporeSat KickSat 104 Sprites PhoneSat 2.5 TSAT All-Star/Theia | ISS-Versorgung Forschung ◻ Wirtssatellit ◻ Femtosatelliten TE ◻ TE/Erdbeobachtung ◻ | 22A 22B 22F 22E 22C 22D |
| 28. April 2014 04:25 | Proton/Bris        | Baikonur 81/24  | Lutsch-5V KazSat 3 | Kommunikation | 23A 23B |
| 30. April 2014 01:35 | Vega               | CSG V           | KazEOSat-1 | Erdbeobachtung | 24A |
| Mai 2014             |                    |                 | | | |
| 6. Mai 2014 13:49    | Sojus-2            | Plessezk 43/4   | Kobalt | Aufklärung | 25A |
| 15. Mai 2014 21:42   | Proton/Bris        | Baikonur 200/39 | Express AM4R | Kommunikation | Fehlschlag |
| 17. Mai 2014 00:03   | Delta IV           | CCAFS 37B       | GPS 2F-6 | Navigation | 26A |
| 22. Mai 2014 13:09   | Atlas V 401        | CCAFS 41        | USA 252 (NROL-33) | Aufklärung | 27A |
| 23. Mai 2014 05:27   | Rockot             | Plessezk 133/3  | 3× Rodnik Kosmos 2499 | Militärkommunikation ?/Amateurfunk | 28A, 28B, 28C 28E |
| 24. Mai 2014 03:05   | H-IIA 202          | TNSC Y1         | Alos 2 Raijin-2 Uniform Socrates Sprout | Erdbeobachtung Technologieerprobung | 29A 29D 29B 29C 29E |
| 26. Mai 2014 21:10   | Zenit-3SL          | Sea Launch      | Eutelsat 3B | Kommunikation | 30A |
| 28. Mai 2014 19:57   | Sojus-FG           | Baikonur 1/5    | Sojus TMA-13M | bemannte ISS-Mission | 31A |
| Juni 2014            |                    |                 | | | |
| 14. Juni 2014 17:16  | Sojus-2/Fregat     | Plessezk 43/4   | Glonass-M | Navigation | 32A |
| 19. Juni 2014 19:11  | Dnepr              | Jasny 370/13    | Deimos-2 KazEOSat-2 TabletSat- Aurora SaudiSat 4 BugSat 1 AprizeSat 9, 10 Hodoyoshi-3 Hodoyoshi-4 11× Flock-1c UniSat 6 mit: Lemur-1 AntelSat TigriSat AeroCube 6 QB50P1 QB50P2 DTUsat-2 NanoSatC-Br1 Perseus-M PopSat HIP PACE Duchifat 1 PolyITAN 1 | Erdbeobachtung TE/Erdbeobachtung 2× Kommunikation TE/Erdbeobachtung 2× Erdbeobachtung ◻ TE/Wirtssatellit ◻ TE ◻ Hochschulprojekt ◻ Erdbeobachtung ◻ 2× TE ◻ TE/Amateurfunk ◻ Ornithologie ◻ Forschung ◻ 2× AIS TE ◻ Hochschulprojekt ◻ | 33D 33A 33H 33G 33E 33J, 33K 33F 33B 33T, 33V, 33AH, 33X … 33C 33AL 33AA 33AK 33AM, 33AN 33R 33Y 33W 33Q 33AF, 33AD 33U 33N 33M 33AJ |
| 19. Juni 2014 19:11  | Dnepr              | Jasny 370/13    | BRITE-CA | Astronomie | 33L – Teilerfolg |
| 30. Juni 2014 04:22  | PSLV-CA            | SHAR 1          | SPOT 7 AISat CanX-4, 5 Velox-1 Velox-P3 | Erdbeobachtung TE/AIS 2× TE Hochschulprojekt ◻ | 34A 34B 34C, 34D 34E |
| Juli 2014            |                    |                 | | | |
| 2. Juli 2014 09:56   | Delta II 7320-10C  | VAFB 2W         | OCO 2 | Forschung | 35A |
| 3. Juli 2014 12:44   | Rockot             | Plessezk 133/3  | 3× Gonets-M | Militärkommunikation | 36A, 36B, 36C |
| 8. Juli 2014 15:58   | Sojus-2/Fregat     | Baikonur 31/6   | Meteor-M 2 MKA-PN 2 TDS 1 SkySat-2 UKube-1 AISSat 2 DX 1 M3MSat-Dummy | Wettersatellit Forschung TE/Forschung Erdbeobachtung TE/Amateurfunk ◻ AIS Technologieerprobung Massesimulator | 37A 37B 37H 37D 37F 37G 37C 37E |
| 10. Juli 2014 18:56  | Sojus-ST/Fregat    | CSG S           | O3b F2 | 4× Kommunikation | 38A, 38C, 38B, 38D |
| 13. Juli 2014 16:52  | Antares            | MARS 0A         | Cygnus CRS-2 28× Flock-1b MicroMAS TechEdSat 4 Gearrs 1 Lambdasat | ISS-Versorgung Erdbeobachtung ◻ TE/Forschung ◻ TE ◻ Forschung ◻ | 39A 1998-067FA … 1998-067GA 1998-067FY 1998-067FZ 1998-067GB                                                                         |
| 14. Juli 2014 15:15  | Falcon 9           | CCAFS 40        | Orbcomm OG2 | 6× Kommunikation | 40F, 40E, 40C, 40B … |
| 18. Juli 2014 20:50  | Sojus-2            | Baikonur 31/6   | Foton M4 | Forschung | 41A |
| 23. Juli 2014 21:44  | Sojus-U            | Baikonur 1/5    | Progress M-24M | ISS-Versorgung | 42A |
| 28. Juli 2014 23:28  | Delta IV           | CCAFS 37B       | AFSPC 4 Angels | 2× Aufklärung | 43A, 43B 43C |
| 29. Juli 2014 23:47  | Ariane 5 ES        | CSG A-3         | ATV-5 „Georges Lemaître“ | ISS-Versorgung letzter ATV-Flug | 44A |
| August 2014          |                    |                 | | | |
| 2. Aug. 2014 03:23   | Atlas V 401        | CCAFS 41        | GPS 2F-7 | Navigation | 45A |
| 5. Aug. 2014 08:00   | Falcon 9           | CCAFS 40        | AsiaSat 8 | Kommunikation | 46A |
| 9. Aug. 2014 05:45   | CZ-4C              | Jiuquan S-2     | Yaogan-20 | 3× Erdbeobachtung | 47A, 47B, 47C |
| 13. Aug. 2014 18:30  | Atlas V 401        | VAFB 3E         | WorldView-3 | Erdbeobachtung | 48A |
| 19. Aug. 2014 03:15  | CZ-4B              | Taiyuan 9       | Gaofen 2 Heweliusz | Erdbeobachtung | 49A 49B |
| 22. Aug. 2014 12:27  | Sojus-ST/Fregat    | CSG S           | Galileo FM1, FM2 | 2× Navigation | \| 50A 50B \| \| Fehlschlag[F 3] \|                                                                                                  |
| September 2014       |                    |                 | | | |
| 4. Sep. 2014 00:15   | CZ-2D              | Jiuquan S-2     | Chuangxin 1-04 Ling Qiao | Kommunikation Technologieerprobung | 51B 51A |
| 7. Sep. 2014 05:00   | Falcon 9           | CCAFS 40        | AsiaSat 6 | Kommunikation | 52A |
| 8. Sep. 2014 03:22   | CZ-4B              | Taiyuan 9       | Yaogan-21 Tiantuo 2 | Erdbeobachtung TE/Erdbeobachtung | 53A 53B |
| 11. Sep. 2014 22:05  | Ariane 5 ECA       | CSG A-3         | Measat 3B Optus 10 | Kommunikation | 54B 54A |
| 17. Sep. 2014 00:10  | Atlas V 401        | CCAFS 41        | CLIO | militärischer Satellit | 55A |
| 21. Sep. 2014 05:52  | Falcon 9           | CCAFS 40        | Dragon CRS 4 SpinSat | ISS-Versorgung Technologieerprobung | 56A 1998-067FL |
| 25. Sep. 2014 20:25  | Sojus-FG           | Baikonur 1/5    | Sojus TMA-14M | bemannte ISS-Mission | 57A |
| 27. Sep. 2014 20:23  | Proton/Bris        | Baikonur 81/24  | Olymp (Lutsch) | militärischer Satellit | 58A |
| 28. Sep. 2014 05:13  | CZ-2C              | Jiuquan S-2     | Shijian 11-07 | Technologieerprobung | 59A |
| Oktober 2014         |                    |                 | | | |
| 7. Okt. 2014 05:16   | H-IIA 202          | TNSC Y1         | Himawari 8 | Wettersatellit | 60A |
| 15. Okt. 2014 20:02  | PSLV-XL            | SHAR 1          | IRNSS 1C | Navigation | 61A |
| 16. Okt. 2014 21:43  | Ariane 5 ECA       | CSG A-3         | Intelsat 30 Arsat 1 | Kommunikation | 62A 62B |
| 20. Okt. 2014 06:31  | CZ-4C              | Taiyuan 9       | Yaogan-22 | Erdbeobachtung | 63A |
| 21. Okt. 2014 15:09  | Proton/Bris        | Baikonur 81/24  | Express AM6 | Kommunikation | 64A – Teilerfolg |
| 23. Okt. 2014 18:00  | CZ-3C/G2           | Xichang 2       | Chang’e 5-T1 Manfreds Memorial Moon Mission (MMM) | Testmission für die Mondsonde Chang’e 5 Mondsonde, Amateurfunk | 65A 65B |
| 27. Okt. 2014 06:59  | CZ-2C              | Jiuquan S-2     | Shijian-11-08 | Erdbeobachtung | 66A |
| 28. Okt. 2014 22:22  | Antares            | MARS 0A         | Cygnus CRS-3 26× Flock-1d Arkyd 3 Elana 8: RACE GOMX 2 | ISS-Versorgung Erdbeobachtung ◻ TE ◻ TE/Forschung ◻ Hochschulprojekt ◻ | Fehlschlag |
| 29. Okt. 2014 07:09  | Sojus-2            | Baikonur 31/6   | Progress M-25M | ISS-Versorgung | 67A |
| 29. Okt. 2014 17:21  | Atlas V 401        | CCAFS 41        | GPS-2F 8 | Navigation | 68A |
| 30. Okt. 2019 01:43  | Sojus-2/Fregat     | Plessezk 43/4   | Meridian 7 | Kommunikation | 69A |
| November 2014        |                    |                 | | | |
| 6. Nov. 2014 07:35   | Dnepr              | Jasny 370/13    | Asnaro-1 ChubuSat 1 Hodoyoshi 1 QSAT-EOS Tsubame | Erdbeobachtung Weltraumbeobachtung Erdbeobachtung Astronomie | 70A 70C 70B 70D 70E |
| 14. Nov. 2014 18:53  | CZ-2C              | Taiyuan 9       | Yaogan-23 | Erdbeobachtung | 71A |
| 20. Nov. 2014 07:12  | CZ-2D              | Jiuquan S-2     | Yaogan-24 | Erdbeobachtung | 72A |
| 21. Nov. 2014 06:37  | Kuaizhou-1         | Jiuquan S-E2    | Kuaizhou 2 | Erdbeobachtung | 73A |
| 23. Nov. 2014 21:01  | Sojus-FG           | Baikonur 31/6   | Sojus TMA-15M | bemannte ISS-Mission | 74A |
| 30. Nov. 2014 21:52  | Sojus-2/Fregat     | Plessezk 43/4   | Glonass-K | Navigation | 75A |
| Dezember 2014        |                    |                 | | | |
| 3. Dez. 2014 04:22   | H-IIA 202          | TNSC Y1         | Hayabusa 2 Procyon Artsat 2 Shin’en-2 | Asteroidensonde Amateurfunk/Kunst Amateurfunk | 76A 76D 76C 76B |
| 5. Dez. 2014 12:05   | Delta IV Heavy     | CCAFS 37B       | Orion EFT-1 Orion-MPCV | unbemannter Testflug Raumschiff | 77A |
| 6. Dez. 2014 20:40   | Ariane 5 ECA       | CSG A-3         | DirecTV-14 GSAT-16 | Kommunikation | 78B 78A |
| 7. Dez. 2014 03:26   | CZ-4B              | Taiyuan 9       | CBERS 4 | Erdbeobachtung | 79A |
| 10. Dez. 2014 19:33  | CZ-4C              | Jiuquan S-2     | Yaogan-25 | 3× Erdbeobachtung | 80A, 80B, 80C |
| 13. Dez. 2014 03:19  | Atlas V 541        | VAFB 3E         | Trumpet 6 | Aufklärung | 81A |
| 15. Dez. 2014 00:16  | Proton/Bris        | Baikonur 81/24  | Jamal 401 | Kommunikation | 82A |
| 18. Dez. 2014 18:37  | Sojus-ST/Fregat    | CSG S           | O3b | 4× Kommunikation | 83D, 83A, 83B, 83C |
| 19. Dez. 2014 04:43  | Strela             | Baikonur 175/59 | Kondor E1 | Aufklärung | 84A |
| 23. Dez. 2014 05:57  | Angara A5 Erstflug | Plessezk 35/1   | IPM (GVM) | Satellitenattrappe | 85A |
| 25. Dez. 2014 03:01  | Sojus-2            | Plessezk 43/4   | Lotos-S Nr. 802 | Aufklärung | 86A |
| 26. Dez. 2014 18:55  | Sojus-2            | Baikonur 31/6   | Resurs-P 2 | Erdbeobachtung | 87A |
| 27. Dez. 2014 03:22  | CZ-4B              | Taiyuan 9       | Yaogan-26 | Erdbeobachtung | 88A |
| 27. Dez. 2014 21:37  | Proton/Bris        | Baikonur 200/39 | Astra 2G | Kommunikation | 89A |
| 31. Dez. 2014 01:02  | CZ-3A              | Xichang 2       | Fengyun 2G | Wettersatellit | 90A |
| 50A 50B              |                    | Fehlschlag      | | | |

Art / Zweck: Die Abkürzung „TE“ steht für „Technologieerprobung“, also das Testen neuer Satellitentechnik; das Symbol ◻ kennzeichnet Cubesats. Siehe Satellitentypen für weitere Erläuterungen.

## Fehlschläge und Teilerfolge
1. ↑  Während des Flugs der dritten Stufe trat ein Problem auf; der Satellit erreichte keine Umlaufbahn. Als wahrscheinlichste Ursache gilt der Bruch einer Befestigung der Turbopumpe des Drittstufentriebwerks. Die Pumpe soll daraufhin in Vibration geraten sein und die Raketenstufe beschädigt haben. Auch der Satellit Express AM4, den AM4R ersetzen sollte, war durch einen Proton-Fehlstart verloren gegangen. (Russian Space Web, Stand 1. Mai 2019)
2. ↑  Der zweite BRITE-Satellit löste sich nicht von der oberen Raketenstufe. (Gunter’s Space Page)
3. ↑  Wegen eines Konstruktionsfehlers der Fregat-Oberstufe fror eine Hydrazinleitung ein. Daraufhin funktionierten zwei Lageregelungstriebwerke nicht und der Schubvektor des Haupttriebwerks zeigte in eine falsche Richtung. Letztlich wurden beiden Satelliten in zu stark elliptische Umlaufbahnen ausgesetzt und waren für den Galileo-Regelbetrieb nicht zu gebrauchen. (Untersuchungsbericht von Arianespace, 8. Oktober 2014)
4. ↑  Die Bris-Oberstufe der Rakete schaltete nach ihrer dritten Wiederzündung zu früh ab und setzte die Nutzlast in einem zu niedrigen Orbit aus. Der Satellit konnte die geplante geostationäre Umlaufbahn dann mit eigenem Antrieb erreichen (Gunter’s Space Page).
5. ↑  15 Sekunden nach dem Start explodierte die Flüssigsauerstoff-Turbopumpe eines der beiden AJ26-Triebwerke der ersten Raketenstufe. Die Rakete fiel zurück neben den Startplatz, der Flug endete in einer gewaltigen Explosion. Die AR26-Triebwerke beruhten auf sowjetischen NK-33-Triebwerken, die in den 1970er Jahren für die Rakete N1 auf Vorrat produziert worden waren. (NASA-Untersuchungsbericht vom 9. Oktober 2015)

## Weitere Anmerkungen
1. 1 2 3 4  Diese Kleinsatelliten wurden zur ISS gebracht und von dort ins All ausgesetzt. Ihre Cospar-IDs sind von der Kennung der ISS (1998-067A) abgeleitet. In Datenbanken wie dem NSSDC-Katalog sind diese Satelliten unter Umständen nicht erfasst.
2. ↑  Die 104 Kleinstsatelliten wurden nicht wie geplant ausgesetzt (siehe KickSat).
3. ↑  Velox-P3 sollte von Velox-1 gegen Missionsende ausgesetzt werden, wurde aber nicht identifiziert. Das kann an seiner Größe von nur 0,25 Cubesat-Einheiten liegen oder daran, dass das Aussetzen nicht funktionierte (vgl. Gunter’s Space Page).
4. ↑  Die MMM-Sonde war fest an der oberen Raketenstufe montiert.